# Ctenophorus dualis
Ctenophorus dualis — вид ігуаноподібних ящірок родини агамових (Agamidae). Ендемік Австралії. Раніше вважався підвидом Ctenophorus maculatus, однак за результатами дослідження 2023 року були визнані окремим видом.

## Поширення й екологія
Ctenophorus dualis мешкають на південному сході Західної Австралії та на крайньому південному заході Південної Австралії. Вони живуть на прибережних і внутрішніх піщаних дюнах, порослих невисокою рослинністю, зокрема спініфексом, вересом та сухими чагарниками.